# 格林維爾 (喬治亞州塔特納爾縣)
格林維爾（英語：Glennville）是一個位於美國喬治亞州塔特納爾縣的城市。

## 地理
格林維爾的座標為31°56′52″N 81°55′37″W / 31.94778°N 81.92694°W，而該地的平均海拔高度為52米（即171英尺）。

## 人口
根據2010年美國人口普查的數據，格林維爾的面積為17.10平方千米，當中陸地面積為17.00平方千米，而水域面積為0.10平方千米。當地共有人口3569人，而人口密度為每平方千米208.71人。